# Thecla furcifer
Thecla furcifer är en fjärilsart som beskrevs av Druce 1907. Thecla furcifer ingår i släktet Thecla och familjen juvelvingar. Inga underarter finns listade i Catalogue of Life.